# Vzkříšení (Cikker)
Vzkříšení (ve slovenském originálu Vzkriesienie) je čtvrtá opera slovenského skladatele Jána Cikkera na vlastní libreto podle stejnojmenné novely ruského spisovatele Lva Nikolajeviče Tolstého z přelomu 50. a 60. let 20. století.

## Vznik díla
Poté, co bylo zabráněno v premiéře Cikkerovy třetí opery Mister Scrooge, upadl těžce nemocný skladatel do deprese, ve které mu vedle podpory významného příznivce, (západo-)německého muzikologa Fritze Oesera, pomohla práce na nové opeře, jejíž zahraniční uvedení se zdálo zajištěno. Ještě více než v Mr. Scroogeovi se zde Cikker razantně odklonil od folklorizující atmosféry Jura Jánošíka a Bega Bajazida směrem k modernitě. Tolstého novela inspirovala hudebníky již dříve (operu Vzkříšení – La risurezzione například napsal italský skladatel Franco Alfano). Cikker potlačil prvky společenského popisu a kritiky, většinu jednajících postav delegoval do řady epizodních úloh a soustředil se na duševní drama a postupnou katarzi obou hlavních hrdinů, Katěriny Maslovové a knížete Něchljudova.
Vzkříšení je rozděleno do tří dějství, z nichž každé má dva obrazy popisující vnější děj rozdělené intermezzem, které poskytuje náhled do duševních pochodů obou protagonistů – v prvním dějství Kaťuši, ve druhém dějství Něchljudova, ve třetím dějství obou. Vzkříšení duše v Něchljudovovi, téma novely i opery, se tedy nalézá přesně ve středu díla. Největší proměny však prodělává Kaťuša – od počáteční nevinnosti přes lacinou svůdnost prostitutky, vyděšení obžalované, vulgaritu alkoholické vězeňkyně, intelektuální prozření až ke konečnému odevzdání se lásce a smrti v závěrečné extázi. (Cikker totiž pro dosažení většího divadelního efektu nechává oproti Tolstému hrdinku zemřít ve finále opery v náručí milovaného knížete.) Rovněž hudební zpracování je netradiční, od tonality (často zhrubělé za účelem popisu bezduchého prostředí staropanenské domácnosti, nevěstince, soudu či věznice, ale naopak zjemnělé zejména ve dvou rozsáhlých monolozích Kaťuši) až k ryzí atonalitě.
Vzkříšení bylo brzy rozeznáno jako vrchol skladatelova díla a stalo se ve své době Cikkerovou nejúspěšnější operou. Její premiéra se – pro dosud nepříznivou atmosféru vůči Cikkerovi na Slovensku – odehrála v češtině v pražském Národním divadle dne 18. května 1962 v rámci Pražského jara, v režii Karla Jerneka. Slovenská premiéra se konala v bratislavském Slovenském národním divadle 22. září téhož roku. Ihned se rozšířila zejména v německém prostoru: ještě roku 1962 byla uvedena v Geře, o rok později v Halle, poté ve Wuppertalu (1964), Stuttgartu (1964), Stralsundu (1965), Braunschweigu (1969), Lübecku (1969), Altenburgu (1970), Wiesbadenu (1972), Bielefeldu (1972), opět v Halle a Geře (1974), Schwerinu, Státní opeře v Západním Berlíně, v Bernu (1979), Münsteru (1985), Bremerhavenu (1993) a jinde. Mimo Německo ji uvedla například divadla v Göteborgu (1965), Antverpách (1974) a Lublani (1976). Na Slovensku byla uvedena v Košicích (premiéra 14. prosince 1963) a dvakrát znovu ve Slovenském národním divadle (1976, 1996), v českých zemích v Státním divadle v Brně (Janáčkově divadle) roku 1965. V roce 1977 pořídila Československá televize v Bratislavě televizní inscenaci opery, režisérem byl Petr Weigl.

## Osoby a první obsazení
| osoba | hlasový obor  | premiéra (18.5.1962)  | slovenská premiéra (22.9.1962)                      |
| --- | ------------- | --------------------- | --------------------------------------------------- |
| Kníže Dimitrij Ivanovič Něchljudov | baryton       | Teodor Šrubař         | Bohuš Hanák / Juraj Martvoň / Teodor Šrubař         |
| Sofie Ivanovna, jeho teta | mezzosoprán   | Milada Čadikovičová   | Nina Hazuchová / Kristína Kusá                      |
| Marie Ivanovna, jeho teta | alt           | Štěpánka Štěpánová    | Ľuba Baricová / Marta Meierová                      |
| Katěrina (Kaťuša) Maslovová | soprán        | Alena Míková          | Margita Abrahámová / Anna Martvoňová / Alena Míková |
| Ferapont Smělkov, bohatý kupec | tenor         | Milan Karpíšek        | Janko Blaho / Karol Sekera                          |
| Jeufemija Bočkovová, prostitutka | soprán        | Helena Tattermuschová | Dita Gabajová                                       |
| Simon Kartinkin, číšník | baryton       | Jiří Joran            | Juraj Oniščenko / Juraj Wiedermann                  |
| Madame Kitajevová, majitelka nevěstince | alt           | Jaroslava Procházková | Helena Bartošová                                    |
| předseda soudu | bas           | Karel Berman          | Ján Hadraba                                         |
| státní žalobce | baryton       | Jindřich Jindrák      | Franjo Hvastija / Emil Schütz                       |
| obhájce Maslovové | tenor         | Antonín Votava        | Štefan Gabriš                                       |
| inspektor věznice | bas           | Dalibor Jedlička      | Ondrej Malachovský / Gejza Zelenay                  |
| Simonson, politický vězeň | tenor         | Beno Blachut          | Gustáv Papp / František Šubert                      |
| Pjotr, starý mužik | bas           | Jaroslav Veverka      | Václav Nouzovský                                    |
| Marfa, jeho žena | alt           | Marie Ovčačíková      | Janka Gabčová                                       |
| mladý zpěvák (za scénou) | tenor         | Zdeněk Švehla         | Ladislav Vojtko                                     |
| mladý trestanec | tenor         | Antonín Zlesák        | Štefan Ábel / Gejza Číž                             |
| hlavní porotce | basbaryton    | Václav Janota         | Ferdinand Krčmář                                    |
| Tichon, sluha knížete Něchljudova | bas           | Josef Celerin         | Stanislav Beňačka                                   |
| nevěstka | soprán        | Soňa Rudišová         | …                                                   |
| 1. trestankyně | soprán        | Božena Novotná        | Mária Jakabovičová                                  |
| 2. trestankyně | soprán        | Věra Nováková         | Helena Valovičová                                   |
| trestanec v řetězech | bas           | Jan Hadraba           | Otmar Mergentál / Karol Pešák                       |
| poručík | tenor         | Václav Pokorný        | Jozef Džavík                                        |
| Sergej, starý sluha | němá úloha    | Norbert Sommer        | Zdenko Hrůza                                        |
| 1. dozorkyně ve vězení | mluvená úloha | Anna Šlaisová         | …                                                   |
| 2. dozorkyně ve vězení | mluvená úloha | Jana Kostelecká       | …                                                   |
| správce věznice | mluvená úloha | Ferdinand Kotas       | Michal Safko                                        |
| Klavírista, houslista, hosté a děvčata v nevěstinci, soudci, porotci, obecenstvo v soudní síni, trestanci, trestankyně, dozorci, návštěvníci vězňů, političtí vězňové a vojáci |               |                       |                                                     |
| Dirigent: | Dirigent:     | Jaroslav Krombholc    | Ladislav Holoubek                                   |
| Režie: | Režie:        | Karel Jernek          | Kornel Hájek                                        |
| Choreografie: | Choreografie: | Antonín Landa         | Karol Tóth                                          |
| Výprava: | Výprava:      | Zbyněk Kolář          | Ladislav Vychodil                                   |
| Kostýmy: | Kostýmy:      | Olga Filipi           | Ludmila Purkyňová                                   |

## Děj opery

### 1. dějství
(1. obraz – Velká hala panského ruského sídla)
Je večer, velikonoční neděle. Mladý gardový poručík Něchljudov se cestou za svým plukem zastavil u svých starých tet Sofie a Marie. Potkává se po delším čase i s Kaťušou, která u tet žije v neurčitém postavení na půl cesty mezi služkou a schovankou. Něchljudov zneužije náklonnosti, kterou k němu Kaťuša cítí, a v noci před odchodem ji svede.
(1. intermezzo)
Jakoby v horečnatém vidění se před Kaťušinýma očima zpřítomňuje vše, co musela podstoupit po Něchljudovově odchodu. Otěhotněla a porodila dítě, ale Něchljudov se už neukázal, ani když se vracel z války a vlak projížděl přes jejich nádraží. Tety, které za poklesek vinily především Kaťušu, ji nakonec vyhnaly z domu.
(2. obraz – Salon madame Kitajevové)
Bída donutila Kaťušu stát se prostitutkou. Do veřejného domu, kde žije, zavítal bohatý kupec Smělkov, který Kaťušu zahrnuje projevy lásky. Jí je však odporný, a proto Kaťuša vděčně přijme od číšníka Kartinkina domněle uspávací prášek a nasype jej opilému kupci do vína. Tím se však stává nástrojem číšníkova zločinného záměru. Smělkov po požití prášku, který je ve skutečnosti jedem, klesá mrtvý k zemi a Kartinkin s nevěstkou Bočkovovou ho okradou. Všichni tři jsou však záhy zatčeni pro podezření z loupežné vraždy.

### 2. dějství
(3. obraz – Soudní síň)
Na závěrečné jednání soudního procesu s Kaťušou, Kartinkinom a Bočkovou je jako porotce přizván i Něchljudov. Neprokáže se sice, že by Kaťuša měla v úmyslu Smělkova zabít, ale soud ji přesto odsoudí k osmi letům nucených prací. Něchljudov s úžasem poznává v obžalované ženu, kterou před lety svedl a opustil. Neodváží se k ní však přihlásit nebo jinak do procesu zasáhnout.
(2. intermezzo)
Něhljudov je pohroužen do bolestných vzpomínek a zmítá se ve výčitkách svědomí. Teprve teď vidí, do jaké bídy a utrpení Kaťušu uvrhnul. Svádí těžký vnitřní boj a rozhodne se skoncovat se svým dosavadním životem. Chce za každou cenu Kaťuše pomoci a odčinit tak co jí způsobil.
(4. obraz – Vězeňský dvůr)
Něchljudov navštívil Kaťušu ve vězení. Dá se jí poznat, prosí o odpuštění a žádá ji o ruku. Kaťuša je však nyní zdivočeloum cynickou ženou propadlou alkoholu. Odmítá Něchljudovovy dobré úmysly jakožto pokrytectví a zahrnuje ho divokými výčitkami. Kaťušino rozhořčení se přenese na její spoluvězně, kteří Něchljudova zpoza mříží zasypou potupnými výkřiky.

### 3. dějství
(5. obraz – Vězeňská kancelář)
Něchljudov se opět setkává s Kaťušou a znovu ji prosí o ruku. Kaťuša prodělala nemoc, je bledá a změněná, ale i tentokrát odmítá – nechce totiž, aby se Něchljudov, kterého stále miluje, kvůli ní obětoval. Oznámí mu, že již dala slovo spoluvězňovi Simonsonovi. Něchljudov ustupuje, ale prosí, aby ji směl znovu navštívit, jakmile dosáhne jejího omilostnění.
(3. intermezzo)
V ireálném obraze se navzájem kříží hlasy Kaťuši a Něchljudova. Oba jsou ponořeni do svého nitra. Kaťuša se loučí s Něchljudovem a zároveň v postupující nemoci cítí i předzvěst brzkého rozloučení se životem. Něchljudov se vzdal majetku a chce být oporou nejen Kaťuše, ale vůbec všem bezprávně trpícím odsouzeným.
(6. obraz – Širá sibiřská rovina)
Kaťuša putuje v transportu trestanců do vyhnanství. Vyčerpaná dlouhým pochodem a nemocí omdlí a transport ji spolu se Simonovem ponechává na místě. V horečném blouznění se Kaťuša vrací do doby mládí i pozdějších útrap. Přitom přichází Něchljudov a přináší jí carskou milost. Kaťuša se vyznává z lásky k Něchljudovovi, na potřetí přijímá jeho nabídku k sňatku a umírá šťastna v jeho náručí.

## Instrumentace
Tři flétny, tři hoboje, tři klarinety, tři fagoty; čtyři lesní rohy, tři trubky, tři pozouny, tuba; tympány, bicí souprava; harfa; celesta; klavír; smyčcové nástroje (housle, violy, violoncella, kontrabasy).

## Nahrávky
Existuje obchodně dostupná nahrávka Vzkříšení pořízená Supraphonem roku 1964 v návaznosti na premiéru opery v pražském Národním divadle. Nahrávka je pořízena v českém překladu Milady Jiráskové, obsazení vesměs odpovídá premiéře. Sbor a orchestr Národního divadla v Praze řídí Jaroslav Krombholc. Na CD vydáno roku 2001 v nakladatelství OPUS (912660-2).